# Asemostera
Asemostera là một chi nhện trong họ Linyphiidae.

## Các loài
Các loài trong chi này gồm:
- Asemostera arcana (Millidge, 1991)
- Asemostera daedalus Miller, 2007
- Asemostera enkidu Miller, 2007
- Asemostera involuta (Millidge, 1991)
- Asemostera janetae Miller, 2007
- Asemostera latithorax (Keyserling, 1886)
- Asemostera pallida (Millidge, 1991)
- Asemostera tacuapi Rodrigues, 2007